# 1923 год в Азербайджане
В этой статье приведены события, произошедшие в 1923 году в Азербайджане.

## Январь
- 1 января — Введён в действие Кодекс законов о труде Закавказской СФСР
- 2 января — Нариман Нариманов избран председателем ЦИК СССР от Закавказской СФСР
- 10 января — На территории Азербайджанской ССР введён в обращение закавказский рубль. Начато изъятие из обращения азербайджанского рубля.

## Февраль
- 13 февраля — Учреждён Верховный суд Азербайджанской ССР[1]

## Апрель
- 28 апреля
  - Создание кино-фотоуправления Азербайджана, впоследствии — Азербайджанфильм
  - Открытие при кино-фотоуправлении 1-й государственной кинофабрики
- Открытие морского нефтепромысла «Бухта Ильча»

## Май
- 23 мая
  - Открытие Азербайджанской национальной библиотеки
  - Создана Пионерская организация Азербайджана[азерб.]

## Июнь
- 16 июня —  Принят Уголовно-процессуальный кодекс Азербайджанской ССР
- Основан Археологический комитет Азербайджана[азерб.]

## Июль
- Учреждён Азербайджанский сельскохозяйственный банк[азерб.]

## Август
- Первый пассажирский авиарейс. Первый рейс был осуществлён по маршруту Баку — Тбилиси — Баку на самолёте Junkers[2]

## Октябрь
- 1 октября — Закрыта Бакинская конка. Её сменила сеть трамвайных линий.

## Декабрь
- Создан комитет по борьбе с неграмотностью

## Без точных дат
- Начало первых авиарейсов. Первыми рейсами были полёты почтовой и санитарной авиации.
- Создано Общество исследования и изучения Азербайджана[азерб.]
- Создано общество гражданской авиации «Закавиа». Самолёт общества осуществлял аэрофотосъемочные работы, доставку грузов и почтовые перевозки[3]

## В науке
- 18 ноября — Основана Центральная научная библиотека НАНА
- Основан Азербайджанский медицинский журнал[азерб.]

## В культуре
- 28 января —  Начало издания журнала «Азербайджан[азерб.]»
- ноябрь — Основан журнал «Азербайджан гадыны»
- Основана Бакинская театральная школа им. М. Ф. Ахундова
- Ликвидация литературного общества «Маджмауш-шуара»

## В спорте
- Основана Федерация атлетики Азербайджанской ССР[азерб.]

## Родились
- 14 января — Тофик Казимов, театральный режиссёр.
- 19 января —Джавад Мирджавадов, художник
- 12 февраля — Ислам Сафарли, поэт, драматург
- 15 марта — Наджафкули, художник
- 18 марта — Рагим Рагимов, медик
- 10 апреля — Салам Гадирзаде, писатель
- 17 апреля — Мирвари Новрузова[азерб.], актриса
- 10 мая — Гейдар Алиев, Председатель КГБ Азербайджанской ССР, Первый секретарь ЦК Компартии Азербайджанской ССР, 3-й Президент Азербайджана
- 11 июня — Махмуд Тагиев, художник
- 20 июня — Меликова, Рахиля, актриса
- 23 июня — Гасым Гасымзаде, поэт
- 1 ноября — Алиага Бакир[азерб.], поэт
- 16 ноября — Гюльгусейн Гусейноглу, писатель
- 21 декабря — Тукезбан Исмаилова, певица
- 24 декабря — Зия Буниятов, историк